# Klostermoor (Lilienthal)
Klostermoor ist ein Ortsteil der Gemeinde Lilienthal im niedersächsischen Landkreis Osterholz.

## Geografie und Verkehrsanbindung
Der Ortsteil liegt nordöstlich des Kernortes Lilienthal, die Landesgrenze zu Bremen verläuft südlich.
Die Alte Wörpe fließt westlich, die Landesstraße L 133 verläuft östlich.
Östlich direkt anschließend hat der Golfclub Lilienthal e. V. sein Gelände.